# إلينور كراولي
إلينور كراولي (بالإنجليزية: Elinor Crawley)‏ هي ممثلة بريطانية، ولدت في 8 نوفمبر 1991 في كارديف في المملكة المتحدة.

## وصلات خارجية
- إلينور كراولي على موقع IMDb (الإنجليزية)
- إلينور كراولي على موقع قاعدة بيانات الفيلم (الإنجليزية)